# 世俗
世俗或俗世，是指脱离宗教組織或行為的生活状态。譬如，饮食和沐浴可被视作是世俗活动的例子，因为其日常生活大部分與宗教信仰無關。然而，在某些宗教传统中，饮食和沐浴两者都被视为圣礼，因而在这些信仰的世界观中，这两者会被视为宗教活动。而全世界大部分國家的公立學校機構，均為世俗和不受宗教團體控制的機構。